# Сервал
Сервалът (Leptailurus serval) е африкански хищник от семейство Коткови (Felidae), близкородствен с африканската златна котка и каракала. Той е един от най-едрите представители от седемте вида на мъркащите котки, населяващи континента. Предшествениците на сервала са и първите котки, населили Африка, а еволюцията на съвременния вид изцяло е протекла на Черния континент. Условията и средата, където живее и ловува, и видът на животните, които ловува, са благоприятствали еволюцията му така, че да придобие елегантен за нашите представи вид: тяло, поставено на дълги крака, с които се изтласква с големи скокове. Ушите, съпоставени към големината на тялото, са най-големите от тези на всички котки, а краката – най-дългите. Поради елегантното си тяло и петната по козината сервалите често са наричани малки гепарди, но въпреки това родството между двата вида не е толкова близко, колкото с други африкански котки.
Една от особеностите, които го отличават от останалите представители на семейство Котки е, че сервалът обича вода и се придържа към водните източници. Тази му черта в поведението и наличието на специфични екологични особености са причина да боледува по-често от шистозомоза. Видът води сравнително потаен начин на живот и основно се храни с гризачи. Не е опасен за хората, напротив – самият той често става тяхна жертва. Усвояването на земята от хората с цел зърнопроизводство не пречи на местообитанията му, а по-скоро е фактор за увеличаването на гризачите, които са и негова храна. Сравнително дребният размер, превъзходната окраска и относително добрият му нрав го правят предпочитан вид котка за отглеждане в плен. През 1986 г. са родени и първите котета кръстоски с домашна котка. Те поставят начало на нова порода на домашната котка, наречена савана. Днес представителите ѝ са едни от най-едрите, скъпи и търсени като домашни любимци.

## Разпространение
Основната част от вида е разпространена в Субсахарска Африка с изключение на тропическите горски части от континента и някои от югозападните му части. Първите сервали са описани от екземпляри наблюдавани от мореплаватели и колонизатори в земите на днешната Капска провинция на Република Южна Африка. По ирония на съдбата днес сервалът от тази част на континента е изчезнал в резултат на унищожение от хората. На север от Сахара популацията наброява едва около 250 индивида и е представена от изолирани субпопулации, не по-големи от 50 индивида всяка. Днес със сигурност сервалите са обитатели на Атласките планини в южната част на Мароко. В Алжир сведения за съществуването му са известни до 80-те години на XIX век, а последният екземпляр е отстрелян през 1936 г. от френски ловец в северозападната част на страната близо до Средиземноморското крайбрежие. Въпреки че има съобщения за наблюдавани индивиди в страната, все още сигурното съществуване на вида в Алжир не е доказано. В Тунис видът е изчезнал в природата, но през 90-те години на XX век сервалът е реинтродуциран в националния парк Ел-Феиджа, намиращ се в северозападната част на страната близо до границата с Алжир. Индивидите обаче са от западноафрикански подвид на сервала. Предполага се, че атлаският подвид на сервала е пространствено изолиран от останалите в продължение на 6 – 7 хил. години.

## Местообитание
Основните местообитания на сервала са савани, обрасли с висока растителност и тревисти възвишения, но нерядко обитава и редки гористи участъци в близост до екваториални гори. Саваната е мястото, където сервалите са пригодени за живот най-добре. Обикновено предпочитат местности, обрасли с висока трева и тръстика в близост до река, блато, езеро или друг източник на вода. Това определя разпространението му на една обширна територия, характерна обаче с различни типове местообитания. Срещат се на надморска височина до 3000 m. Въпреки че предпочита на територията си да има постоянен източник на вода, сервалът рядко е наблюдаван да обитава и полупустинни местности в Югозападна Африка, Етиопия и Сомалия. Сервалът може да бъде открит както на високи алпийски пасища до 3200 метра в Етиопия 3800 метра в Кения, така и край пътища и тревисти местности в близост до гъсти гори. Поради характера на местообитанията в Северна Африка се среща от полупустинни местности до средиземноморски гори, обрасли с корков дъб. Сервалът е вид, толерантен към урбанизацията и добре се приспособява към условията на развитие на селското стопанство, което от своя страна насърчава увеличаване на числеността на гризачите. Унищожаването на тропическите гори и превръщането им в савана вероятно действа благоприятно на усвояването на нови ареали от вида.

## Етимология на името
Ранните европейски изследователи се сблъскват с животни, които много напомнят на видове, населяващи родните им земи и им дават същите имена. Подобно нещо се случва и с името на сервала. Предполага се, че то идва от португалското „lobo-cerval“. Това е едно от имената, с което изследователите наричат местния рис в Португалия. В съвременните езици името навлиза през френски. Изразът „lobo-cerval“ от своя страна има латински произход. „Lupus cervarius“ в буквален превод означава „еленски вълк“, „вълк, който ловува елени“.
Сред местните народи сервалът е наричан по различен начин. На африканс името му е „tierboskat“, на амхарски в Етиопия се нарича „aner“, на тамазигт е „amich boudrar“, „ouchiak zilagla“, на ниянджа в Малави се нарича „njuzi“, на койсан в Ботсвана и Намибия е „!’Hòm!a“. В Сомалия се нарича „muq shabeel“, „dumad xabashi“, „shabeel adari“, „shabeel yer“, на суахили е „mondo“.

## Класификация
Съществуват различни методи за систематика на представителите на семейство Котки. Използват се морфологични, поведенчески и генетични особености на видовете. Изследователите класифицират котките по отношение на издаваните звуци, разположението на зеницата, възможните кръстосвания с други видове, кариотипа и по-задълбочения анализ на ДНК. В резултат на всичко това семейство котки има от 36 до 39 вида според различните автори.
Род Leptailurus невинаги е бил отделян в настоящото семейство Котки. Първоначално видът сервал е класифициран с името Felis serval (Scheber, 1776) в род Felis. С това име остава до 1993 години, при което е отделен и в монотипен род, но и днес то се употребява от лаици. Пръв Николай Северцов (1858) отделя сервала в нов таксономичен род. Според класификациите на Северцов (1858), Гроувс (1982) и McKenna & Bell (1997) Leptailurus представлява подрод в род Felis. Друг нерешен проблем е изясняването на връзките на род Leptailurus с други групи от семейството. Според класификацията на Поукък (1917) родът е поставен в близост до леопардовите котки, докато в класификациите на Weigel (1961), Hemmer (1978) и Bininda-Emonds et al. (1999) се подчертава близостта му с видовете от родовете Felis, Lynx и Caracal. Според Salles (1992) родът е групиран в близост до Леопардовата котка а при Johnson & O'Brien (1997) както и при Mattern & McLennan (2000) близостта е с Caracal и Profelis.
Според таксономията на Wozencraft (1993) представителите на семейството са разделени в 11 линии. Тази таксономия е приета от Конвенцията за международна търговия със застрашени видове от дивата фауна и флора. Сервалът образува самостоятелна линия близка до тази на каракала и африканската златна котка. Хромозомен анализ в институт в Мериленд през 2006 г. показва близкото родство на сервала с останалите два вида. Последващата публикация на филогенетичното дърво на котките (O'Brien & Johnson 2007), обединява сервала и каракала в обща линия.
Друг дискусионен въпрос е броят на подвидовете на сервала. Съществуват два различни типа при оцветяването на козината сред котките от вида. По-често срещани са представителите с големи петна по тялото, черни ивици по врата и гърба и ивици по крайниците, наподобяващи на гривна. По-редки са представителите с малки и сравнително бледи петна, които често са оприличавани на лунички. Същите могат и да нямат черни ивици по крайниците. Тази разлика при оцветяването е и причина двата типа да бъдат описани като два вида в класификацията на Поукък (1907). Петнистите представители били наречени с досегашно име сервал, а на бледопетнистите е дадено името сервалин (Felis brachyuran Wagner, 1841). Още същата година класификацията е ревизирана и сервалинът е включен като подвид на номинантния вид сервал. Като доказателство, че сервалинът е от същия вид служи и фактът, че през 1915 г. местен жител на Сиера Леоне открива две котенца. Едното било сервалин, а другото сервал. Според очевидеца и двете малки били взети от едно котило на сервал. По-късно е установено, че бледопетнистите подвидове обитават райони с гъста растителност и гори, докато останалите голямопетнисти представители са обитатели на саваната. Според класификацията на Allen (1939) подвидовете на сервала са 17. От тях 14 подвида са с големи и ярки петна и ивици, а останалите три са с малки петна и без ивици. Класификацията на Smithers (1978) описва шест подвида и се основава на местоположението на представителите в Африка, а тази на Wilson & Reeder (2005) описва 18 подвида. Съществуват различни класификации на вида като различните автори описват от 6 до 24 подвида.
| Класификация по Wozencraft (1993)                                       | Класификация по Wilson & Reeder (2005)                                  | Разпространение                                   | Забележка                                                                                              |
| ----------------------------------------------------------------------- | ----------------------------------------------------------------------- | ------------------------------------------------- | --- |
| Leptailurus serval beirae (Wroughton, 1910)                             | Leptailurus serval beirae (Wroughton, 1910)                             | Мозамбик                                          | |
| Leptailurus serval brachyurus (Wagner, 1841)                            | Leptailurus serval brachyurus (Wagner, 1841)                            | Западна Африка, Сахел и Етиопия                   | Синоними: Leptailurus serval ogilbyi (Schinz, 1844); Leptailurus serval servalinus (Ogilbyi, 1839)     |
| Leptailurus serval constantinus (Forster, 1780)                         | Leptailurus serval constantinus (Forster, 1780)                         | Алжир                                             | Застрашен подвид Синоними: Leptailurus serval algiricus (J.B. Fischer, 1829)                           |
| Leptailurus serval hamiltoni (Roberts, 1931)                            | Leptailurus serval hamiltoni (Roberts, 1931)                            | Източен Трансваал                                 | |
| Leptailurus serval hindei (Wroughton, 1910)                             | Leptailurus serval hindei (Wroughton, 1910)                             | Танзания, Кения                                   | |
| Leptailurus serval kempi (Wroughton, 1910)                              | Leptailurus serval kempi (Wroughton, 1910)                              | Уганда                                            | |
| Leptailurus serval kivuensis (Lönnberg, 1919)                           | Leptailurus serval kivuensis (Lönnberg, 1919)                           | ДР Конго, Ангола                                  | |
| Leptailurus serval liposticta (Pocock, 1907)                            | Leptailurus serval lipostictus (Pocock, 1907)                           | Северна Ангола                                    | Подвид с малки петна                                                                                   |
| Leptailurus serval lonnberg (Cabrera, 1910)                             | Leptailurus serval lonnbergi (Cabrera, 1910)                            | Югозападна Ангола                                 | Синоними: Leptailurus serval niger (Lönnberg, 1897)                                                    |
| Leptailurus serval mababiensis (Roberts, 1932)                          | Leptailurus serval mababiensis (Roberts, 1932)                          | Северна Ботсвана                                  | |
| Leptailurus serval robertsi (Ellerman, Morrison-Scott and Hayman, 1953) | Leptailurus serval robertsi (Ellerman, Morrison-Scott and Hayman, 1953) | Западен Трансваал                                 | |
| Leptailurus serval serval (Schreber, 1776)                              | Leptailurus serval serval (Schreber, 1776)                              | Капска провинция                                  | Синоними: Leptailurus serval capensis (Forster, 1781) Leptailurus serval galeopardus (Desmarest, 1820) |
| Leptailurus serval togoensis (Matschie, 1893)                           | Leptailurus serval togoensis (Matschie, 1893)                           | Того, Бенин                                       | |
| Leptailurus serval ingridi(Lundholm, 1955)                              |                                                                         | Южно Зимбабве, Ботсвана, Югозападна Африка        | |
|                                                                         | Leptailurus serval ferrarii (de Beaux, 1924)                            | Сомалия                                           | |
|                                                                         | Leptailurus serval phillipsi (G. M. Allen, 1914)                        | Судан                                             | |
|                                                                         | Leptailurus serval faradjius (J. A. Allen, 1924)                        | ДР Конго                                          | |
|                                                                         | Leptailurus serval pococki (Cabrera, 1910)                              | Сенегал                                           | Синоними: Leptailurus serval senegalensis (Lesson, 1839)                                               |
|                                                                         | Leptailurus serval pantastictus (Pocock, 1907)                          | ДР Конго                                          | Синоними: Leptailurus serval poliotricha (Poocock, 1907)                                               |
| Подвидове включени в класификации на други автори                       | Разпространение                                                         | Подвидове включени в класификации на други автори | Разпространение                                                                                        |
| Leptailurus serval larseni (Thomas, 1913)                               |                                                                         | Leptailurus serval limpopoensis (Roberts, 1926)   | |
| Leptailurus serval tanae (Pocock, 1944)                                 |                                                                         |                                                   | |

- Сервалин – форма с бледи и малки петна
- Сервал – Форма с големи ярки петна и ивици

## Еволюция
Съвреминните ДНК-анализи сочат, че сервалът принадлежи към линията на каракала. Днес е известно, че общият предшественик на всички фелиди еволюира на територията на Азия и в резултат на редица геологични и климатични промени се създава възможност за миграция и еволюиране в различни видове котки. Линията на сервала се отделя от общия предшественик преди около 8,5 милиона години в началото на късния миоцен. Тя е третата поред след тази на големите ръмжащи и югоизточноазиатските леопардови котки. Линията на каракала е тази, за която днес съществуват сведения, че първа е извършила меодуконтинентална миграция от Азия към Африка. Вероятно това е станало през сухоземен мост между Арабския полуостров и Африка, възникнал поради снижение на морското ниво. Ето защо сервалът е вид, който напълно еволюира на територията на Черния континент успоредно с останалите представители на линията. Същинското обособяване на вида става преди около 5,6 милиона години в края на късния миоцен, когато сервалът се отделя от общия предшественик на каракала и африканската златна котка.

## Физическа характеристика
Сервалът е висока, елегантна и пъргава котка с дължина на тялото до 1 m, сравнително къса опашка (30 – 40 cm) и малка глава. Височината при холката му е 40 – 60 cm. Теглото на мъжките е от 12 до 18 (25) kg, а на женските от 9 до 15 (18) kg. Основният цвят на окраската на козината на сервала е тъмно жълт до жълто-кафяв с тъмни петна и надлъжни ивици по гърдите, крайниците и опашката. В областта на корема и муцуната козината избледнява. Петната към областта на гърба и крайниците постепенно преливат в черни ивици. Вътрешната част на предните крайници е белязана от две хоризонтални черни ивици. Има характерни големи уши със заоблени краища и бели петна на черните задни страни (т.нар. лъжливи очи). Петната на ушите при равнинните обитатели са по-големи от тези на горските. Подобно на всички представители на семейство Котки, сервалът използва ушите си за различни сигнали за комуникация. Ушите на сервала, съпоставени към размерите на тялото, са сред най-големите при всички котки. По-дълги от тях са тези на каракала, но ушите при сервала са с по-широка основа, продължават да бъдат широки във височина и накрая завършват куполообразно. Така по площ ушната мида е по-голяма от тази на каракала. Черепните мускули, движеши ушите определят положението и посоката като така осигуряват улавяне на звуците от плячката. След като определи със слуха си разстоянието до жертвата и нейния вид, едва тогава сервалът скача, както във въздуха за да улови летяща птица, така и към определена посока от земната повърхност. Доказателство за добрия слух е и анатомичното устройство на барабанния мехур (bulla tympanica). Това е част от черепната кутия в която се поместват органите на средното и вътрешното ухо. Същият има дължина около 22% от общата черепна, което е значителна в сравнение с други видове.
Сервалите, заедно с останалите два представителя на линията на каракала, се нареждат сред най-добрите скачачи от малките котки. Сравнително дългите крака спрямо големината на тялото и сравнително късата опашка са предпоставка за добър скок и изтласкване на тялото. Скачането е нужно за успешното улавяне на плячката, било то гризач или птица.

### Кръстоски
Известни са изкуствени хибриди на сервала, получени в резултат на кръстосването на екземпляри на вида с други представители от семейство Котки. Най-честите хибриди са с каракала. При кръстосването на мъжки сервал с женски каракал се раждат малки, наречени „сервикал“. Малките родени от сервал, чиито баща е каракал се наричат „каравал“ („кара-сервал“). Известни са и кръстоски между един от двата вида с хибрид от двата. Малките съответно се наричат „кар-каравал“, „сер-каравал“ и „сер-сервикал“. Известни са и междувидови хибридизации между рис и сервал и сервал и гепард.
Кръстоската с домашна котка през 2001 г. е призната официално за порода, наречена савана. Първите хибриди се раждат на 7 април 1986 г. от женска домашна котка и баща сервал. Котките Савана са едри и темпераментни. Притежават едновременно чертите и на двата вида. Приликата с дивите сервали и сравнително кроткият характер днес ги прави една от най-скъпите породи на домашната котка.

### Цветови разновидности
Освен разновидностите, отличаващи се по степента на наситеност на черния цвят в окраската по козината и наличието на черни ивици, се срещат и сервали с черна пигментация и слабопигментирани форми. Сервали с меланизъм се срещат във високопланинските райони на Кения и Етиопия. При изследване, проведено в района на планината Абърдеър в централната част на Кения, са идентифицирани 21 индивида с меланизъм. Осем от тях били напълно черни, а останалите с различна степен на меланизъм. Повечето от черните сервали обитавали район с надморска височина 2440 – 2745 m. Възможно е черният цвят на сервалите да е адаптация за поглъщане на слънчевата светлина и задържане на топлината на тялото в студената планинска местност. Другата причина, на която може да се дължи меланизмът, е възможната изолация на популацията и последвалото инбрийдингово кръстосване. При тези форми на сервала кожата е кафява до тъмносива и така черните петна стават едва забележими или се забелязват при различен ъгъл на пречупване на светлината върху тялото. Белите петна на гърба на ушите придобиват жълтеникаво-кафяв цвят. Регистрирани са случаи на меланизъм сред сервали, обитаващи други планински части на Източна Африка като планината Кения, планинския масив Мау, възвишенията Черангани, Килиманджаро, планините Усамбара и на други планински места в Танзания.
Наблюдават се и албиноси, които са бели или почти бели, понякога със златисти, бледо бежови или сребристо сиви петна. Очите са бледо сини или зелени. Тези индивиди стават и до 20% по-едри от сервалите с нормална окраска на тялото. Въпреки това те имат по-крехко здраве и вероятно живеят по-кратко от останалите представители. Съществуват и сведения, че женските сервали умират в ранна възраст. Въпреки че съществуват различни форми на албинизъм, вероятно тази мутация е свързана с Х-хромозомата и е смъртоносна. В резултат на мутацията се получава невъзможност да се продуцират някои ензими включително и този, отговорен за синтеза на пигмента меланин. Липсата на други ензими води до появата на здравни проблеми и от там до ранната смъртност сред женските сервали. Сервали албиноси не са регистрирани в дивата природа – дотогава известните са се раждали в плен и са в резултат на инбрийдинг. Известните сервали албиноси са няколко и са изключени от разплод. Изключени от разплод, чрез кастрация са и техните родители.
При по-рядката форма на оцветяване на космената покривка сервалин е установено, че петната са доста по-малки и слабо наситени с черен пигмент. Това е форма на адаптация към среда, която е различна от саваната и позволява на котката да се прикрива по-добре. Установено е, че подобно на кралския гепард и в котилото на сервала се раждат малки с различна форма на оцветяване.

## Поведение

### Начин на живот
Сервалът е нощно животно, макар че не ловува в най-тъмните часове на денонощието. Денем трудно може да бъде наблюдаван във високите треви. Светлата част от денонощието прекарва в лека дрямка с винаги наострени уши, за да се предпазва от неприятели. Когато ловува, сервалът използва идеално своя добре развит слух. Той успява да чуе и определи местоположението на потенциалната си плячка в тревата и дори под земята. След като дебне из засада се хвърля върху своята жертва като в голяма част от случаите я убива още когато е затисната от тежестта на тялото. В случаите преди да я убие често котката си играе с нея. Сервалите са единаци и се събират на двойки само през брачния период, когато женската е разгонена. Женска със своите малки е трудно да се наблюдава поради честата смяна на леговището. Женската сама се грижи за своето потомство, което за голяма част от денонощието остава само и, за да не бъдат открити от неприятели, майката често да променя местонахождението на потомството си.
Сравнително необичайно за котките е отношението на сервала към водата. Подобно на тигрите и ягуарите, сервалът обича водата, но за разлика от големите котки той си играе във водата. Игривостта е друга важна особеност на вида. Често са наблюдавани сервали, които се катерят по дървета като демонстрират игра. Това им качество е важна особеност, която привлича все повече хора да отглеждат дивата котка като домашен любимец.
Сред издаваните звуци от представителите на вида са мъркане, ръмжене, хъскане при уплаха или защита, както и специфично мяукане. В случаите когато са в противоборство с друг сервал ушите се изнасят назад и остават плътно прилепнали. Така бялото петно остава отгоре и придава респектиращ вид на котката. Въпреки че не са известни като свирепи бойци сервалите са умели имитатори в демонстриране на агресивни пози, които много съвпадат с тези при домашните котки.

### Хранене
Сервалът е активен привечер и нощем, но когато огладнее излиза на лов и през деня. Ловува на земята, но понякога преследва плячката си и по дърветата. Пригоден е основно за лов на гризачи, които представляват около 90% от плячката му и за разлика от каракала рядко напада животни със своите размери на тялото. Освен гризачи ловува птици, зайци, малки антилопи, гущери, змии, жаби и дори насекоми (основно скакалци). Поради това, че обитават райони в близост до водни басейни в менюто им може да има и риба, и значително количество жаби, а покрай водните басейни е наблюдаван да ловува и фламинго. Случва се така, че жабите да се превърнат в любима храна за котките в определени райони. Сервалите ядат уловена плячка и консумират мърша само в краен случай. Установено е например, че в Зимбабве основната част от плячката са мишки от род Mastomys и местни плъхове от род Otomys. Птиците в менюто им са изключение. В Танзания плъховете Otomys са основна плячка през сухия сезон и в по-малка степен дребни мишки.
Успехът при ловуването на сервала се движи около 50%. При това успехът му не зависи от частта на денонощието, през която ловува. Проучване на поведението на женска показва, че след раждане успехът и при лова се е увеличил до 62%.
Сервалът бяга много бързо на къси разстояния, като прави големи скокове във високата трева. Улавя излитащи птици скачайки до 3 метра височина. Сервалите могат да ловуват и в блатисти местности. Така например сервалът ловува нутрии, които през 50-те години на XX век са интродуцирани в Кения и така успява да поддържа сравнително стабилна новопоявилата се популация от американски гризачи.

## Размножаване
| Раждане на сервал 0000 |
| ---------------------- |

Разгонеността при женските сервали продължава от 1 до 4 дни. През този период подобно на домашната котка женската е гальовна, мърка или издава кратки мяукания, принизява гърдите си, при което изнася задницата си нагоре, а опашката встрани. С това показва, че е готова за чифтосване и позволява на мъжкия да бъде покрита. Обикновено през този период двамата остават заедно и се чифтосват многократно. Сервалът е полициклично животно и разгонването може да се прояви в различни части на годината. Обикновено то е свързано с период, който да осигури раждане на малките в подходящ време на годината, с достатъчно храна за тях. Така например сервалите в Ботсвана раждат през влажния сезон, а тези от кратера на Нгоронгоро раждат в периода септември – ноември, непосредствено в края на сухия сезон. Бременността продължава 73 – 74 (66 – 77) дни. Нормално раждат по един път годишно и дори по един път на година и половина – две. При сервали, отглеждани в плен, е установено, че могат да родят най-рано на 184-тия ден от последното раждане, което е свързано с отглеждане на поколението. Това показва, че при достатъчно храна и подходящо здравословно състояние женските, биха могли да имат повече от едно поколение годишно. Последното може да се получи и в случаите, когато малките умрат в резултат на различни неблагоприятни фактори или бъдат убити от конкурентни хищници. Така сервалите могат да родят по три-четири пъти в година. Обикновено раждат по едно до четири, максимум до пет малки – средно по 2,5.
Раждат в гнезда направени сред гъстата растителност или в изоставени дупки на тръбозъба (на латински: Orycteropus afer) или бодливи свинчета (на латински: Hystricidae). При раждане малките са с тегло около 250 грама. Първоначално са слепи и безпомощни, с изпъстрена мека козина и сивкав оттенък. Отварят очи между деветия до тринадесетия ден. Около месец изцяло сучат като постепенно започват да се хранят с твърда храна. На около шест месеца сменят млечните зъби с постоянни. След този период започват да ловуват. Напускат майката на около дванадесет месеца. Мъжките напускат по-рано майката в търсене на своя територия, а няколко месеца по-късно и младите женски се отделят от своя родител. Полова зрялост достигат на 12 – 25 месечна възраст. Средната продължителност на живота е около десет години в дивата природа и до двадесет години в плен.

## Неприятели
Естествени врагове на сервала са други африкански хищници като леопарда, хиените и хиеновите кучета. Възрастен сервал може да се превърне в жертва и за нилски крокодили и лъвове. Наблюдавани са и случаи на конкурентни отношения с каракала и възникнали конфликти в резултат на конкуренция между двата вида. Малките котета са жертва и на по-дребни хищници като различни видове мангусти, медения язовец, хищни птици и змии.

## Одомашняване и отглеждане в плен
Не е ясно кога за пръв път хората са осъзнали, че могат да отглеждат сервали в домашни условия. На 12 ноември 1927 г. например във Великобритания е проведено съдебно дело за това, че внесен от Южна Африка на осеммесечна възраст одомашнен сервал ухапал коня на треньор на коне за надбягване в ресторант в централната част на Лондон.. Малките котета на сервала са гальовни и игриви. С това те привличат хората да ги вземат и отглеждат като любимци. Въпреки това обаче с напредване на възрастта инстинктите на диво животно надделяват и е много трудно възрастен сервал да бъде отглеждан като любимец в домашни условия.
Сервалът е вид, който е широко разпространен като представител в колекциите на зоологическите градини по света. Известно е, че в зоопаркове се отглеждат над 300 индивида, основно в Северна Америка и Европа. Броят на сервалите обаче в частни колекции е значително по-голям. Допълнителен фактор за широката разпространеност на вида е, че представителите му лесно се размножават в плен. Първият документиран случай на раждане в зоопарк в Северна Америка е на сервал в зоопарка в Сейнт Луис през 1956 г. Малко по-късно е заведена и племенна книга на сервали, отглеждани в плен, с цел да се запази генетична жизнеспособност на поколението. Интересен факт, който все още не е получил отговор е, че сервалите отглеждани в плен остават по-дребни в сравнение с роднините си отраснали на свобода.

## Болести
Наблюдава се разлика в характера на заболяванията и паразитозите при сервалите, живеещи в дивата среда и тези, отглеждани в плен или като домашни любимци. Дивите представители са поразявани по-често от паразити и заболявания, за които членестоногите са вектори. При сервалите, отглеждани в плен, заболяванията се дължат на близкия контакт с други видове животни или в резултат на неправилно отглеждане и загубата на естествената среда.
До края на 19 век бесът е непознат за Субсахарска Африка. Заболяването е регистрирано за първи път в 1892 г. в Капската провинция на днешна РЮА, като оттогава епизоотичната верига постепенно се измества от домашните животни сред дивите и особено хищниците, които изобилстват в тази част на континента. Като типичен хищник сервалът попада като потенциален преносител на вируса в дивата природа. Макар че в РЮА основните видове, които поддържат разпространението на вируса на беса са жълтата мангуста (на латински: Cynictis penicillata), дългоухата лисица (на латински: Otocyon megalotis) и черногръбият чакал (на латински: Canis mesomelas), в периода 1992 – 2000 г. са регистрирани три случая на бяс при сервали.
Сред вирусните инфекции при сервали са диагностицирани случаи на панлевкопения, инфекциозен перитонит, инфекциозен ринотрахеит и калицивироза. Това са заболявания характерни за повечето видове от семейство Котки.
Докладвани са случаи на заболели от Болест на Тайзер няколкоседмични малки котета на сервал отглеждан в плен. В повечето случаи изходът от заболяването при тях е фатален. Друго летално за сукалчетата заболяване се оказва пневмония, причинена от микоплазми. Заболяването е установено за пръв път в котило от триседмични сервали като пораженията са били основно в долната част на дихателната система.
Паразитните заболявания са характерни за дивите сервали, които в дивата среда са нападани от ектопаразити като кърлежи. Същите са вектор на редица едноклетъчни паразити. При теренни проучвания на фелиди са установени сервали преболедували от бабезиоза. Крастата причинена от паразитното кърлежче Sarcoptes scabiei е характерна едновременно при диви и отглеждани в плен сервали. Установено, е че макар и рядко сервали в природата боледуват от паразитното трематодно заболяване шистозомиаза причинено от ендемичен за Централна Африка вид Schistosoma rodhaini (Pitchford, 1977, Schwetz, 1954), неопасен за хората.
Ваксинационната програма при сервалите отглеждани в зоопарк не се различава много от тази на домашната котка. При отбиването на 6 – 8 седмична се ваксинират за първи път против панлевкопения, ринотрахеит и калицивироза. До една година трябва да се ваксинират четирикратно с цел изграждане на стабилен имунитет за посочените заболявания. На 4 – 6 месечна възраст се ваксинират и за бяс. След като навършат една година ваксинацията и за четирите заболявания се извършва еднократно в годината. Честите третирания с препарати за вътрешни и външни паразити са също задължителни.

## Природозащитен статут
Според Международния съюз за защита на природата статусът на сервала е незастрашен. Единствено северноафриканският подвид е включен като застрашен.
Опазването на влажните зони в Африка е ключът към опазването и на сервала. Те са местата, които се обитават от голям брой видове гризачи в сравнение с другите типове местообитания и формират основните части на обитание за сервала. От второстепенно значение е унищожаването на тревните площи чрез годишно изгаряне, следвано от преизпасване от домашен добитък. Преизпасването води до намаляване на изобилието от дребни бозайници. Друг сериозен проблем за малките котки е търговията с кожи и органи използвани за медицински цели. Кожи на сервал често се предлагат на пазара като са представяни за леопардови или гепардови. Случва се понякога сервали да убиват домашни птици и само в редки случаи ярета и агнета. Така например установено е, че по този начин сервали осигуряват прехраната си в земеделски райони на Зимбабве и ЮАР, но въпреки това, това хищничество не се оказва проблем. Още повече сервалите унищожават около 4 хиляди гризача годишно и благоприятстват за контролиране на популацията.
Ловът на сервали е напълно забранен в страни като Алжир, Ботсвана, Кения, Либерия, Мозамбик, Нигерия и Капската провинция на ЮАР. В други страни ловът им е частично разрешен, а трети не регламентират забрани.

## Връзки с хората
Хората ловуват сервали основно заради красивите кожи, а в някои части на Африка и заради вкусното месо. Местните жители използват някои части от телата на котките при ритуали, церемонии или в народната медицина. Макар и рядко сервалите нападат домашни птици, което нанася вреда на местните хора.
Сервалът (на италиански: gattopardo) е символ на италианската фамилия Томази от Лампедуза. Сред най-известните представители на фамилията е Джузепе Томази, автор на множество новели.